# Peale-Familie

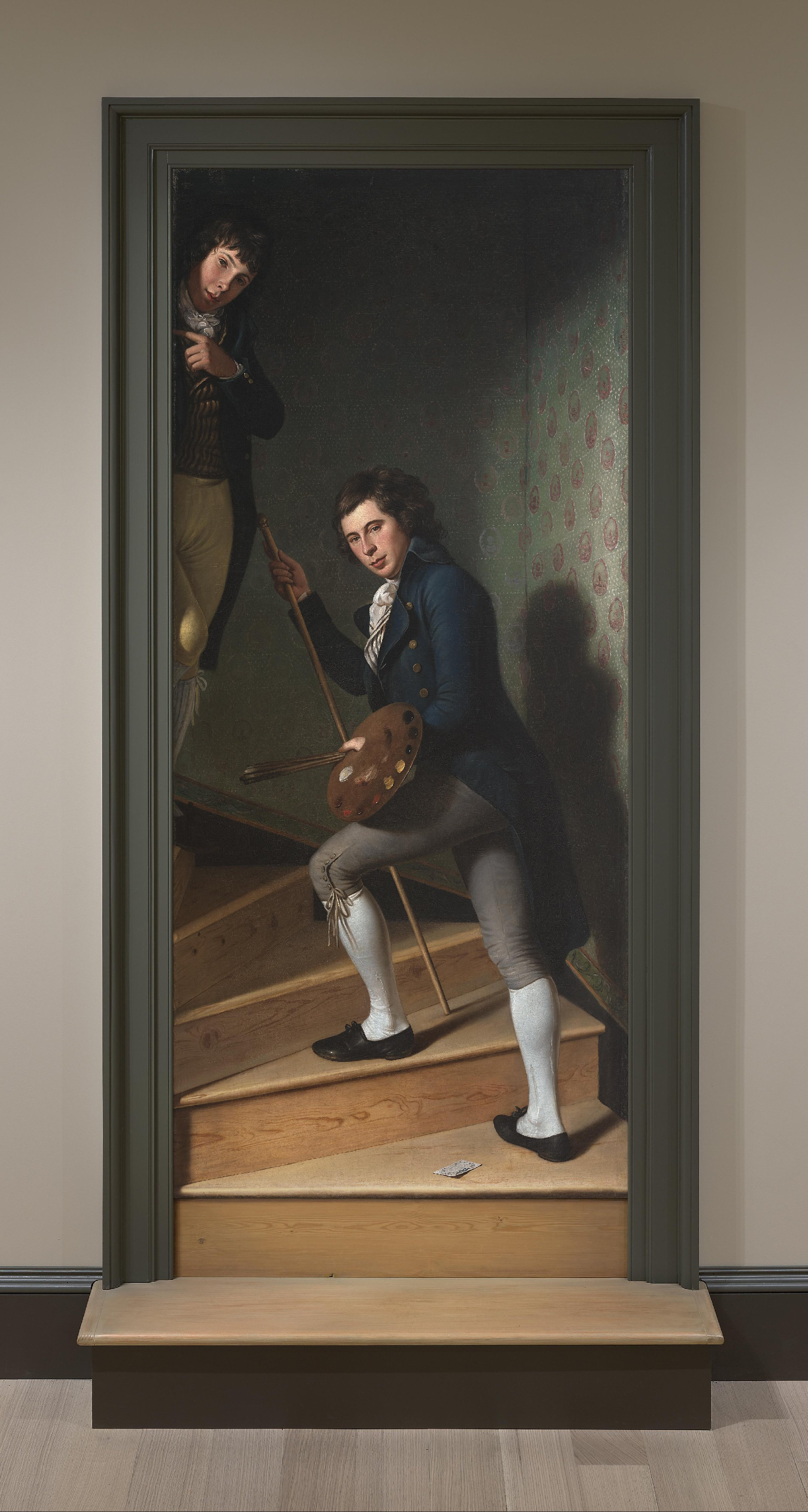
Charles Willson Peale: Staircase Group, Raphaelle Peale and Titian Ramsay Peale I. (1795). Philadelphia Museum of Art – Dieses illusionistische Doppelporträt malte Charles Willson Peale im Jahr 1795, um seine künstlerischen Fähigkeiten zu demonstrieren. Gleichzeitig wollte er die Rollen seiner beiden Söhne im Peale’s Museum darstellen, dem ersten amerikanischen Museum, das zur Bildung und Unterhaltung der Öffentlichkeit gegründet wurde. Titian Ramsay Peale, der naturwissenschaftliche Ausstellungsstücke anfertigte, ist oben auf der Treppe zu sehen. Sein älterer Bruder Raphaelle, der ebenfalls Künstler war, schreitet mit seiner Palette in der Hand direkt über einer echten Stufe, die am unteren Rand der Leinwand angebracht ist, nach oben. Das lebensgroße Porträt soll die Besucher – darunter angeblich sogar George Washington – überrascht und begeistert haben. Schließlich wurde die Sammlung des Peale-Museums im Jahr 1854 aufgelöst und verkauft. Das Bild wurde 1945 vom Philadelphia Museum of Art erworben.

Die Peale-Familie gilt als die erste Künstlerdynastie der Vereinigten Staaten. Ihre Mitglieder waren vor allem im ausgehenden 18. und frühen 19. Jahrhundert tätig und zählten zu den einflussreichsten Familien Amerikas. Über sechs Angehörige der Familie arbeiteten erfolgreich als bildende Künstler, darunter auch mehrere Frauen, was zu dieser Zeit besonders bemerkenswert war.

## Bekannte Familienmitglieder
Der Ursprung dieser Künstlerdynastie liegt bei Charles Peale (1709–1750) und seinen beiden Söhnen Charles Willson Peale (1741–1827) und James Peale (1749–1831). 
Charles Willson Peale begann seine berufliche Laufbahn als Sattler, wandte sich jedoch bald der Malerei zu und erhielt eine künstlerische Ausbildung bei John Singleton Copley (1738–1815) sowie bei Benjamin West (1738–1820). Charles Willson Peale wurde ein bedeutender Porträtmaler und ist vor allem für seine zahlreichen Porträts von George Washington bekannt. Mit dem Werk The Staircase Group (1795) schuf er ein frühes Beispiel für Trompe-l’œil-Malerei. Das Gemälde zeigt seine Söhne Raphaelle (1774–1825) und Titian (1799–1885) auf einer Treppe. Durch den realen Einbau einer hölzernen Stufe am unteren Bildrand entsteht der Eindruck, die dargestellte Szene sei real.
Charles Willson Peale war der Lehrer seines jüngeren Bruders James Peale (1749–1831), der ebenfalls als Porträt- und Stilllebenmaler tätig war. Zeitweise arbeiteten beide gemeinsam in Charles’ Atelier. James war Maler von Miniaturen, Stillleben und Porträts. James Peale war weniger aufmerksamkeitserregend als sein Bruder, dennoch war sein Stil eigenständig. Er malte Familienporträts und Stillleben und prägte später die Malertraditionen von Philadelphia sowie die der Hudson River School.
Raphaelle Peale, der älteste Sohn von Charles Willson Peale, gilt als der erste berufsmäßige Stilllebenmaler der Vereinigten Staaten. Seine Werke zeichnen sich durch Detailtreue und eine realistische Darstellung aus. Sein bekanntestes Gemälde Bowl of Peaches aus dem Jahr 1816 zeigt eine reduzierte Komposition mit Pfirsichen in einer Schale und wenigen Blättern. Das Werk demonstriert eine subtile Hell-Dunkel-Modellierung (Chiaroscuro) sowie eine Konzentration auf das Wesentliche.
Rembrandt Peale (1778–1860) war ein Sohn von Charles Willson Peale und ein berühmter Porträt- und Historienmaler. Er studierte in Paris und London und wurde von der französischen Neoklassik beeinflusst. Zu seinen bedeutenden Werken zählen Porträts von George Washington und Thomas Jefferson sowie die Allegorie Court of Death. Er war Mitglied und Präsident verschiedener amerikanischer Akademien.
Titian Ramsay Peale (1780–1885) war der jüngste Sohn. Er war Naturforscher und wissenschaftlicher Illustrator und beteiligte sich an Expeditionen, beispielsweise an der South Seas Exploring Expedition von 1838 bis 1842. Er malte Tiere, Pflanzen und Landschaften.
Rubens Peale (1784–1865) war ein weiterer Sohn. Zunächst war er Museumsleiter, später wurde er, beeinflusst von seinem Vater und seinem Bruder James, Stillleben- und Landschaftsmaler.
Auch die Kinder von James Peale, darunter insbesondere seine Töchter, fanden Eingang in die amerikanische Kunstszene – in jener Zeit eine Seltenheit.
Anna Claypoole Peale (1791–1878) war die Tochter von James Peale. Sie war Miniaturmalerin und stellte von ca. 1811 bis 1842 bei der Pennsylvania Academy of the Fine Arts aus. 1824 war sie die erste Frau, die dort als Mitglied aufgenommen wurde.
Margaretta Angelica Peale (1795–1882) spezialisierte sich auf Stillleben und arbeitete hauptsächlich mit Ölfarben. Eines ihrer wenigen Aquarelle ist das Werk Melons and Pears. Im Gegensatz zu den reduzierten Kompositionen Raphaelles zeigt dieses Werk eine Vielzahl von Früchten und Blättern, die mit großer Präzision und Detailgenauigkeit ausgeführt sind. Die Darstellung von Licht und Schatten verleiht den Objekten Volumen und Räumlichkeit.
Sarah Miriam Peale (1800–1885) war ebenfalls eine Tochter von James Peale. Sie war eine Porträt- und Stilllebenmalerin und die erste US-amerikanische Frau, die erfolgreich als professionelle Künstlerin anerkannt wurde. Auch sie wurde 1824 in die Pennsylvania Academy aufgenommen. Sie malte über 100 Ölgemälde, darunter vier Porträts von Lafayette.
Mary Jane Peale (1827–1902) war die Enkelin von Charles Willson Peale und die Tochter von Rubens Peale. Sie war Porträt- und Blumenstilllebenmalerin, lernte bei ihren Onkeln Rembrandt Peale und Thomas Sully und absolvierte eine Ausbildung an der Pennsylvania Academy of the Fine Arts. Sie war eine der letzten Peales, die professionell malte.
Neben Charles’ Söhnen und James’ Töchtern waren weitere Familienmitglieder künstlerisch tätig und wurden teilweise bereits zu Lebzeiten anerkannt. Viele Werke der Familie befinden sich heute in amerikanischen Museen. Die Peales prägten die Entwicklung der amerikanischen Malerei in den Bereichen Porträt und Stillleben maßgeblich.